# Scarus ferrugineus
Scarus ferrugineus е вид лъчеперка от семейство Scaridae.

## Разпространение
Видът е разпространен в Бахрейн, Джибути, Египет, Еритрея, Йемен, Израел, Йордания, Иран, Катар, Обединени арабски емирства, Оман, Саудитска Арабия, Сомалия и Судан.